# ADEFRA
ADEFRA e. V. - Schwarze Frauen in Deutschland (Femmes Noires en Allemagne) est une organisation culturelle et politique basée à Berlin agissant pour les droits des femmes cis, trans et intersexes noires allemandes. La fondatrice de l'organisation est Katharina Oguntoye. Actuellement, l'organisation se nomme Génération AFREDA.

## Histoire
Fondée en 1986, l'organisation est considérée comme l'une des premières associations de Noir.e.s allemand.e.s de l'après-guerre. Parallèlement est créée l'ISD (Initiative Schwarzer Menschen in Deutschland), une organisation d'Afro-Allemands en Allemagne composée d'hommes et de femmes noir.e.s. Elles étaient considérées comme les deux plus grandes organisations sociopolitiques afro-allemandes au début des années 2000.  Le nom du groupe, ADEFRA, est une abréviation de « Afrodeutsche Frauen » (signifiant "femmes afro-allemandes").
La création de l'organisation a été motivée par les débats autour du livre Farbe bekennen publié en 1986 par May Ayim (Opitz) Katharina Oguntoye et Dagmar Schultz de la maison d'édition féminine berlinoise Orlanda. Le terme afro-allemand a été développé en 1984 par la théoricienne féministe, poétesse et activiste caribéenne Audre Lorde (1934-1992) et d'autres activistes, qui se sont réunies pour écrire le livre Showing Our Colors: Afro-German Women Speak Out (en).
Un tournant dans le mouvement a été la rencontre entre les militants noirs socialisés à l'Est et les militants noirs socialisés à l'Ouest après la chute du mur de Berlin en 1989.  Des militants noirs d'Allemagne de l'Est comme Ina Röder-Sissako, Raja Lubinetzki et Peggy Piesche ont façonné de manière significative la transition de la deuxième à la troisième vague du mouvement avec leurs contributions militantes, littéraires et sociales. 
L'organisation était d'abord basée à Munich, mais elle a tout de même tenu des meetings dans plusieurs villes allemandes jusqu'au milieu des années 1990. Le siège de l'initiative a déménagé en 2000 à Berlin, où elle est encore actuellement basée.  
L'initiative ADEFRA s'est renommée Génération AFREDA.

## Objectifs
L'ADEFRA est ouverte à toutes les femmes noires, quel que soit leur âge ou leur orientation sexuelle. L'organisation tient des réunions régulières, ouvrant un espace sécurisé aux femmes noires dédié aux questionnements et discussions sur des problématiques sociales et/ou politiques. Certaines de ces réunions sont aussi ouvertes aux hommes noirs. Il s'agit d'un espace dans lequel les femmes cis, trans et intersexes noires peuvent partager leurs expériences et entrer en contact les unes avec les autres. L'organisation a aussi pour objectif de lutter contre l'isolement des femmes cis, trans, et intersexes noires.

## Activités
L'ADEFRA organise des lectures, des ateliers et d'autres événements sur des sujets tels que l'antiracisme et l'histoire des Européens noirs, mais a aussi créé un journal appelé AFREKETE. 
Elle manifeste régulièrement pour le droit des femmes cis, trans, et intersexes noires. Elle anime et participe également des conférences de grande envergure, notamment la conférence du 20e anniversaire de Generation ADEFRA - Schwarze Autonomie in Deutschland ? en 2006, conférence qui a été associée à une exposition du Museum Europäischer Kulturen.